# 1913 Sekanina
1913 Sekanina este un asteroid din centura principală, descoperit pe 22 septembrie 1928 de Karl Reinmuth.